# Anne Cuneo

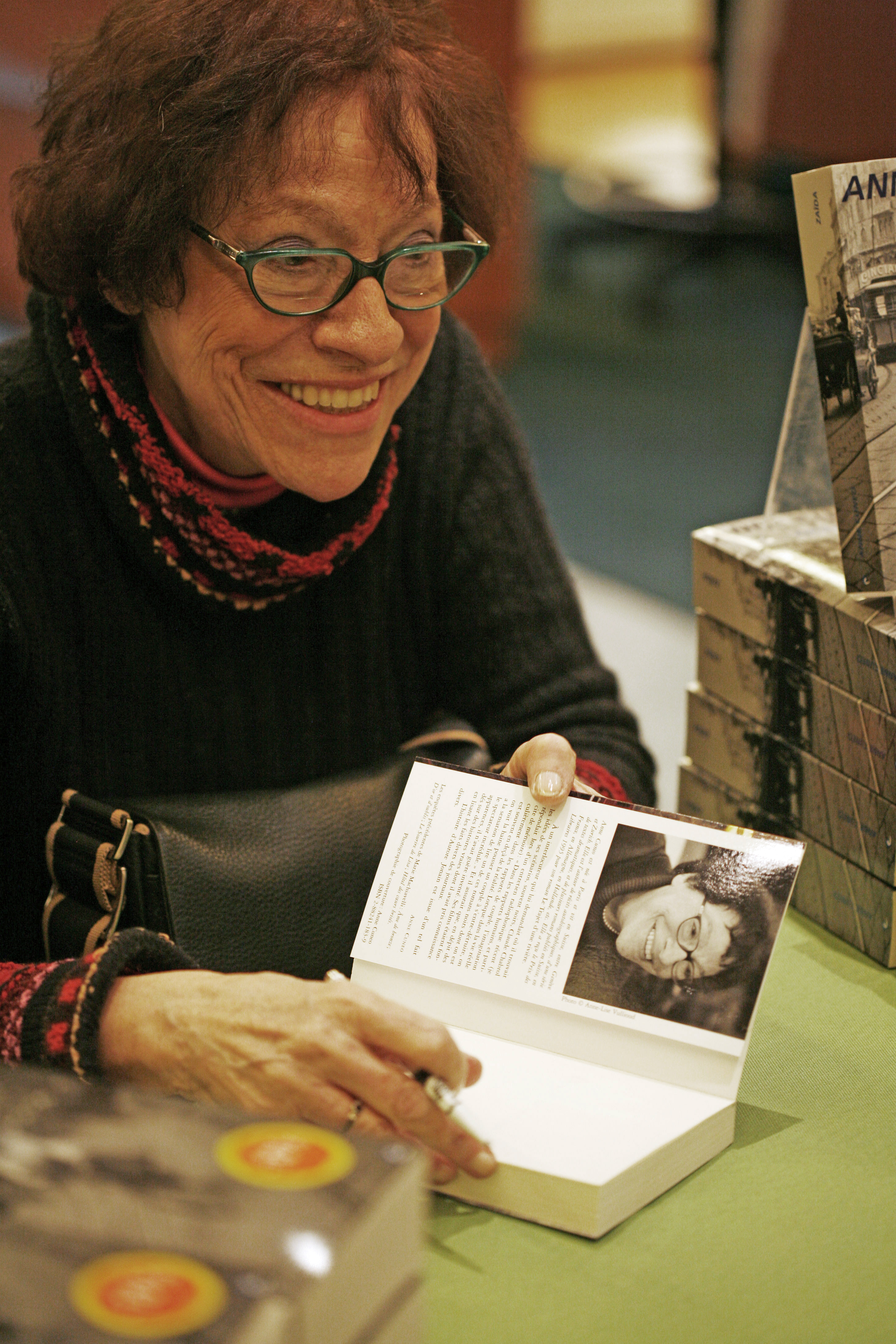
Anne Cuneo, 2007

Anne Cuneo (* 6. September 1936 in Paris; † 11. Februar 2015) war eine Schweizer Schriftstellerin und Regisseurin. Sie lebte in Zürich.

## Leben
Anne Cuneo wurde als Kind italienischer Eltern 1936 in Paris geboren. Nach Ausbruch des Zweiten Weltkriegs verliess die Familie Frankreich und zog nach Mailand.
Nachdem ihr Vater 1945 verstorben war, verbrachte sie ihre Kindheit in verschiedenen Waisenhäusern in Italien. 1950 kam sie in das französischsprachige Lausanne. Anschliessend verbrachte sie einige Zeit in London, wo sie die englische Sprache beinahe wie ihre dritte Muttersprache lernte. Zurück in Lausanne studierte sie an der Universität Englisch, Italienisch und Geschichte. Nach Abschluss ihres Studiums 1964 gab sie Sprachunterricht. Ab 1973 arbeitete sie in verschiedenen Funktionen für das Schweizer Fernsehen.
Ihr erstes Werk, Gravé au Diamant, publizierte sie 1967. In Eine Messerspitze blau (1979) und im zweibändigen Portrait der Autorin als gewöhnliche Frau (1980 und 1982) setzte sie sich autobiographisch mit ihrer Brustkrebserkrankung und ihrer Immigration in die Schweiz auseinander.
Der 1998 publizierte Detektivroman Herz aus Eisen war der erste Fall für die privat tätige Ermittlerin Maria Machiavelli. Es folgten Vergessen ist Gold (1999), Lisas Lächeln (2000) und Hotel Herzschlag (2004). Ihr zweitletzter Roman erschien 2013 unter dem Titel Schon geht der Wald in Flammen auf. Es handelt sich dabei um einen historischen Roman, der auf realen Geschehnissen am Schauspielhaus Zürich basiert, wo während des Dritten Reiches viele jüdische Schauspielerinnen und Schauspieler Zuflucht gefunden haben. 2014 erschien Gatti's variétés (dt. Der Eiskönig aus dem Bleniotal).
Neben ihrer literarischen und journalistischen Tätigkeit arbeitete sie auch für Theater und Film. Von ihrer Faszination für diese Künste zeugen zahlreiche Essays, etwa Le Piano du pauvre (1975), La Machine Fantaisie (1976), Le Monde des forains (1985) und Benno Besson et Hamlet (1987). In den Romanen über Francis Tregian (1993), Emilia Bassano (Geliebte Shakespeares alias Dark Lady) (1996) und John Florio (2011) beschrieb sie das Leben von drei Menschen in England während des Elisabethanischen Zeitalters. Einen weiteren historischen Roman schrieb sie über Antoine Augereau (2004).
Ihren ersten Dokumentarfilm, der die Rolle der Frau in der Schweizer Filmwochenschau (1940–1975) thematisiert, drehte sie 1979/80 in gemeinsamer Regie mit Lucienne Lanaz, Erich Liebi und Urs Bolliger eine 75' minütige humorvollen Dokumentation zur Schweizer Filmwochenschau. Es handelt sich um eine Recherche zur Repräsentationen von Frauen. Die Schweizer Filmwochenschau strahlte in den 1940er-Jahren bis 1975 im Kino vor dem Hauptfilm aktuelle Informationen aus die objektiv informieren und unabhängigen Geist stärken sollten. Von 9000 Beiträgen ging es in 300 davon auch um Frauen, in 12 nur um Frauen.
Sie realisierte über zehn weitere Dokumentarfilme, davon mehrere über schweizerische Persönlichkeiten des 20. Jahrhunderts wie Friedrich Glauser (1995), Adrian Frutiger (1999), Anne-Marie Blanc (2001), Ettore Cella (2002), Ferdy Kübler (2003) und Max G. Bollag (2007).

## Werke
Erzählungen und Romane
- Gravé au diamant, 1967
- Mortelle maladie, 1969 (dt. Dinge, bedeckt mit Schatten: ein Bericht, übers. von Pierre Imhasly. Benziger, Zürich 1975, ISBN 3-545-36246-9)
- La vermine, 1970
- Jours du chat, 1972
- Poussière du réveil, 1972
- Le piano du pauvre: La vie de Denise Letourneur, musicienne, 1975
- La Machine fantaisie, 1977
- Passage des Panoramas, 1978 (dt. Passage des Panoramas. Eine Reise zum eigenen Ich, übers. von Erich Liebi. Suhrkamp, Zürich 1980, ISBN 3-288-02561-2)
- Une cuillerée de bleu: chronique d'une ablation, 1979 (dt. Eine Messerspitze Blau. Chronik einer Ablation, übers. von Erich Liebi. Limmat-Verlag, Zürich 1982, ISBN 3-85791-047-X)
- Les Portes du jour, Portrait de l’auteur en femme ordinaire vol 1, 1980 (dt. Portrait der Autorin als gewöhnlicher Frau. Vor Tau und Tag, übers. von Peter Sidler. Limmat-Verlag, Zürich 1983, ISBN 3-85791-068-2)
- Le Temps des loups blancs, Portrait de l’auteur en femme ordinaire vol 2, 1982 (dt. Portrait der Autorin als gewöhnlicher Frau. Die Zeit der weissen Wölfe, übers. von Peter Sidler. Limmat-Verlag, Zürich 1985, ISBN 3-85791-098-4)
- Hôtel Vénus, 1984 (dt. Hotel Venus, übers. von Tobias Wyss. Limmat-Verlag, Zürich 1984, ISBN 3-85791-085-2)
- Le Monde des forains, 1985
- Station Victoria, 1989 (dt. Station Victoria. Roman, übers. von Maria Helena Nyberg. Limmat-Verlag, Zürich 1991, ISBN 3-85791-188-3)
- Prague aux doigts de feu, 1990 (dt. Štěpán. Tage der Wahrheit in Prag, übers. von Claudia Steinitz. Bilgerverlag, Zürich 2011, ISBN 978-3-03762-019-9)
- Le trajet d'une rivière: la vie et les aventures parfois secrètes de Francis Tregian, gentilhomme et musicien, 1993 (dt. Der Lauf des Flusses. Das Leben und die Abenteuer des Francis Tregian, Gentleman und Musiker, übers. von Peter Sidler. Limmat-Verlag, Zürich 1998, ISBN 3-85791-233-2)
- La flûte et les ratonneurs: chronique d'un petit pays, 1994
- Au bas de mon rêve, 1995
- Objets de splendeur: Mr. Shakespeare amoureux, 1996 (dt. Dark Lady. Ein Roman um Shakespeares grosse Liebe, übers. von Peter Sidler. Limmat-Verlag, Zürich 1998, ISBN 3-85791-319-3)
- Ame de bronze, 1998 (dt. Herz aus Eisen. Der erste Fall der Marie Machiavelli, übers. von Peter Sidler. Limmat-Verlag, Zürich 2000, ISBN 3-85791-340-1)
- D’or et d’oublis, 1999 (dt. Vergessen ist Gold. Der zweite Fall der Marie Machiavelli, übers. von Peter Sidler. Limmat-Verlag, Zürich 2001, ISBN 3-85791-368-1)
- Le sourire de Lisa, 2000 (dt. Lisas Lächeln. Marie Machiavellis dritter Fall, übers. von Erich Liebi. Limmat-Verlag, Zürich 2003, ISBN 3-85791-368-1)
- Le Maître de Garamond: Antoine Augereau, graveur, imprimeur, éditeur, libraire, 2002 (dt. Garamonds Lehrmeister. Antoine Augereau, Schriftschneider, Drucker, Verleger, Buchhändler, übers. von Erich Liebi. Limmat-Verlag, Zürich 2004, ISBN 3-85791-463-7).
- Entre Lumière et Ombres; Loyse de Savoie, 2003
- Hôtel des coeurs brisés: une enquête de Marie Machiavelli, 2004 (dt. Hotel Herzschlag. Ein Doping-Fall für Marie Machiavelli, übers. von Erich Liebi. Limmat-Verlag, Zürich 2007, ISBN 978-3-85791-537-6)
- Les corbeaux sur nos plaines, 2005
- Lacunes de la Mémoire, 2006 (dt. Gedächtnislücken. Marie Macchiavellis fünfter Fall, übers. von Erich Liebi. Bilgerverlag, Zürich, 2015, ISBN 978-3-03762-048-9)
- Zaïda: fragments d'une vie, 2007 (dt. Zaïda. Roman, übers. von Erich Liebi. Bilgerverlag, Zürich 2009, ISBN 978-3-03762-004-5).
- Conversations chez les Blanc à propos d'Anne-Marie Blanc, comédienne, 2009 (dt. Gespräche im Hause Blanc mit Anne-Marie Blanc, Schauspielerin, übers. von Erich Liebi. Römerhof-Verlag, Zürich 2009, ISBN 978-3-905894-04-2)
- Un monde de mots – John Florio, traducteur, lexicographe, pédagogue, homme de lettres. Verlag Bernard Campiche, 2011, ISBN 978-2-88241-297-3 (dt. Eine Welt der Wörter. Romanbiographie. [Die Memoiren von Master John Florio, Kammerherr Ihrer sel. Majestät Königin Anna, zum Zwecke der Bekanntgabe seiner Herkunft, seines Lebens und seiner Werke an die Nachwelt], übers. von Erich Liebi. Bilgerverlag, Zürich 2013, ISBN 978-3-03762-030-4)
- La tempête des heures, 2013 (dt. Schon geht der Wald in Flammen auf, übers. von Erich Liebi. Bilgerverlag, Zürich 2013, ISBN 978-3-03762-036-6)
- Gatti's variétés, 2014 (dt. Der Eiskönig aus dem Bleniotal, übers. von Erich Liebi. Bilgerverlag, Zürich, 2017, ISBN 978-3-03762-066-3).

Hörbücher
- Die Rose des Kleinen Prinzen

## Auszeichnungen
- 1979: Gesamtwerkspreis der Schweizerischen Schillerstiftung
- 2010: Staatspreis der Stadt Bern[3]